# Онтисонти
Онтисонти (фр. Antisanti) насеље је и општина у Француској у региону Корзика, у департману Горња Корзика која припада префектури Кор.
По подацима из 2011. године у општини је живело 415 становника, а густина насељености је износила 8,65 становника/km². Општина се простире на површини од 47,95 km². Налази се на средњој надморској висини од 750 метара (максималној 780 m, а минималној 5 m).

## Демографија
| 1962. | 1968. | 1975. | 1982. | 1990. | 1999. | 2011. |
| ----- | ----- | ----- | ----- | ----- | ----- | ----- |
| 293   | 486   | 534   | 661   | 500   | 418   | 415   |

График промене броја становника у току последњих година